# 12696 Camus
A 12696 Camus (ideiglenes jelöléssel 1989 SF1) a Naprendszer kisbolygóövében található aszteroida. Eric Walter Elst fedezte fel 1989. szeptember 26-án.